# Гузка

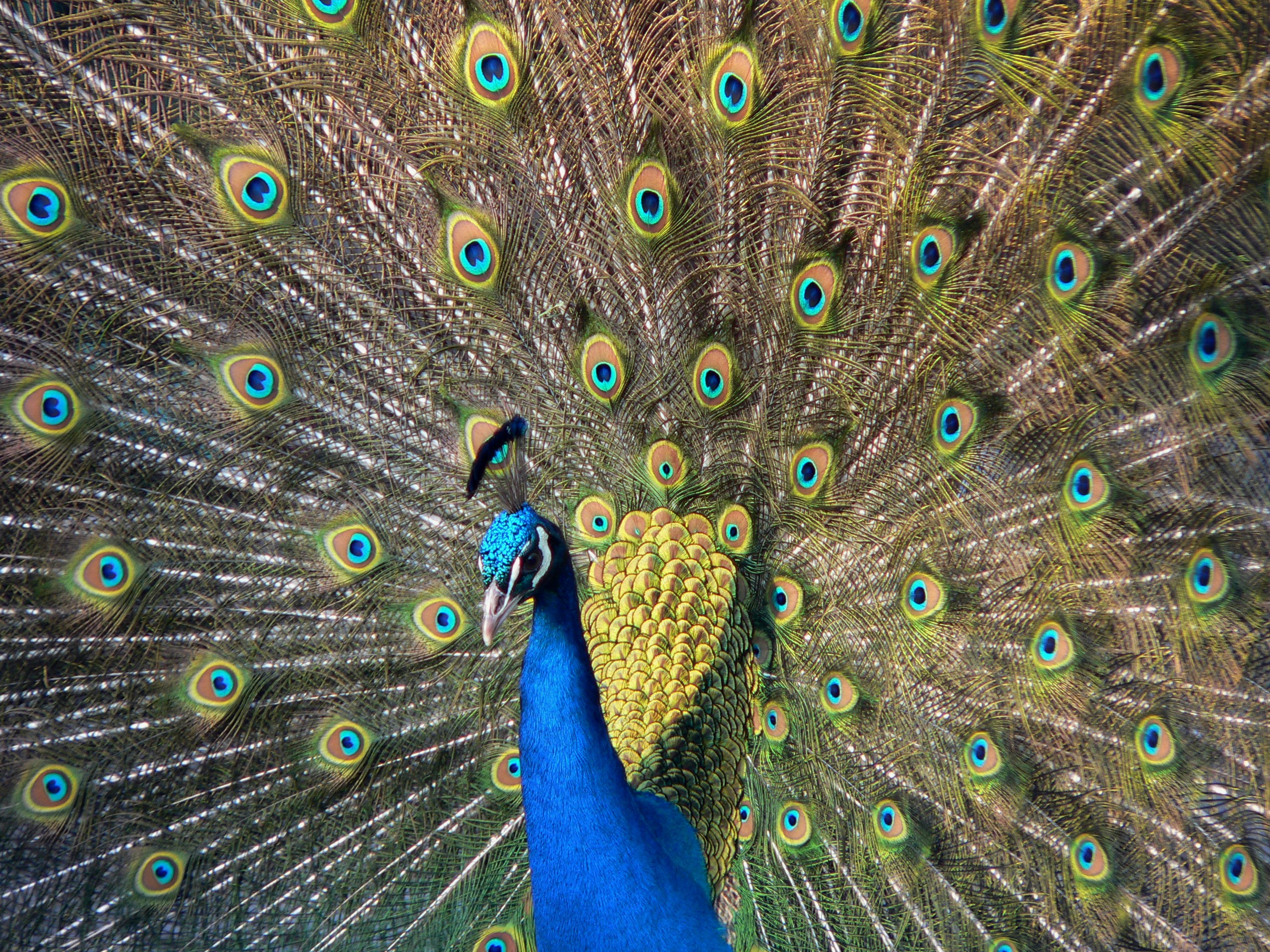
Гузкове пір'я павича

Гу́зка — хвостова частина тулуба птаха.
Переважно птахи на гузці мають спеціальні гузкове пір'я.
Також слово «гузка» вживається на позначення тупого кінця якогось предмету, наприклад, яйця, огірка тощо[джерело?].